# ヴィルジニー・デデュー

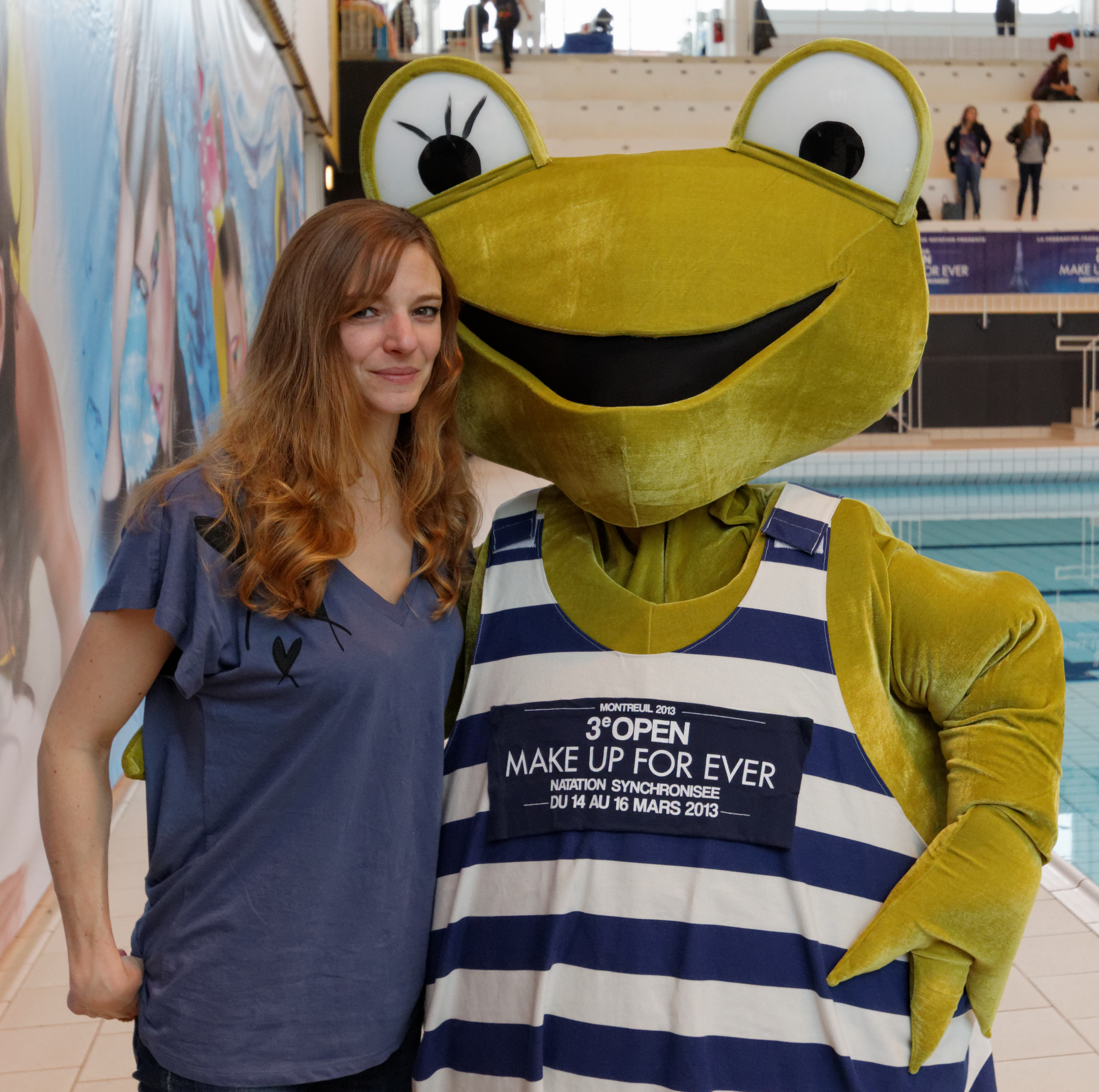
デデューとフランス水泳連盟マスコット「ラウール」、2013年

ヴィルジニー・デデュー（Virginie Dedieu、1979年2月25日 - ）は、エクス＝アン＝プロヴァンス出身のフランスのアーティスティックスイミング選手。ビルジニー、ドデュ、ドゥデューなどと表記することもある。
2003年世界水泳バルセロナ大会、2005年世界水泳モントリオール大会のシンクロソロ部門において、いずれも5人の審査員すべてが芸術点に10点満点を与えるという圧倒的な力量を見せつけ連覇。顔の表情や身体の動きばかりか、演技中に上がる水飛沫すらコントロールし、プール全体を完成された一つの舞台として創り上げたその高度かつ独特な演技により、“不世出のソリスト”との評価を確立した。
その後引退を表明したが、彼女の後女王の座についたナタリア・イーシェンコの演技を「技術は高いが芸術的には何も新しいものがない。私の考えるシンクロは芸術だが、彼女のものはそうではない」と評し、1年8ヶ月のブランクを経て電撃復帰。完璧と言われるイシェンコの技術に対し、引退前よりも磨きのかかった技術力に持ち前の表現力を加えて臨んだ2007年世界水泳メルボルン大会にて、「マリア・カラスの生涯」を見事に演じきり、シンクロソロ史上初の世界水泳3連覇を果たした。
日本では写真集やDVDも発売、2004年にコカ・コーラのCMに出演するなど、人気も高い。2002年11月2日から2003年9月13日までに放送されたテレビアニメ『釣りバカ日誌』には彼女をモデルとした人物が登場している。2007年6月末より、同じ事務所の武田美保（アテネ五輪シンクロ銀メダリスト）と共に松任谷由実のシャングリラIIIに出演。
ノーズクリップをつけないで演技する事で有名であるが、それが可能な理由についてデデューは、羊水の中の胎児の鼻にあるドアが、小さい頃から水に入っていたため自然に残ったのかもしれないと『AERA』2003年8月4日号表紙の人のインタビューで答えている。
身長164cm。
恋人は野球の元フランス代表。
好きなスポーツは野球。

## 経歴
- 1979年2月25日、フランス・エクス＝アン＝プロヴァンスで生まれる。
- 1980年、生後18ヶ月でスイミングスクールに行く。
- 1985年、6歳の時にスカウトされシンクロを始める。
- 1995年、世界ジュニア選手権（ボン）　ソロ 2位
- 1997年、FINA ワールドカップ（広州）　ソロ 3位
- 1998年、世界水泳（パース）　ソロ 2位　デュエット 3位
- 1999年、FINA ワールドカップ（ソウル）　ソロ 2位
- 2000年、2000年シドニーオリンピック　デュエット 3位
- 2001年、世界水泳（福岡市）　ソロ 2位
- 2002年、FINA ワールドカップ（チューリッヒ）　ソロ 1位
- 2003年、世界水泳（バルセロナ）　ソロ 1位
- 2005年、世界水泳（モントリオール）　ソロ 1位
- 2005年7月、現役引退を表明する。
- 2006年1月、レジオンドヌール勲章シュヴァリエ章受章
- 2006年12月、2007年の世界水泳での現役復帰を表明する。
- 2007年、世界水泳（メルボルン）　ソロ 1位
- 2007年6月末－9月17日、日本で松任谷由実の「シャングリラIII」に出演。
- 2008年6月1日、男児出産。